# Karl Wilhelm Doll
Karl Wilhelm Doll (* 10. September 1827 in Niefern, heute Niefern-Öschelbronn; † 25. Februar 1905 in Achern) war ein evangelischer Theologe und Prälat der Evangelischen Landeskirche in Baden.

## Leben und Beruf
Doll wurde in Niefern als Sohn des dortigen evangelischen Dorfpfarrers geboren. Seine Kindheit verbrachte er im benachbarten Ellmendingen bei Pforzheim, wo er die Volksschule besuchte. Nach einer weiteren Schulbildung in Ludwigsburg besuchte er das Lyceum in Karlsruhe, wo er 1844 das Abitur ablegte. Dann studierte er Theologie und Philosophie in Heidelberg und Berlin. Anschließend besuchte er das Heidelberger Predigerseminar, wurde 1848 Vikar in Meißenheim und bereits 1850 konnte er seine erste Pfarrstelle in Schmieheim bei Lahr antreten. In jener Zeit heiratete er Jenneth Rupp, die Tochter des Pfarrers von Denzlingen. Das Paar bekam zwei Töchter und einen Sohn. 1854 übernahm er die Leitung der Töchterschule in Lahr, weshalb er dorthin umsiedelte. Neben seiner Lehrtätigkeit predigte er auch in verschiedenen Gemeinden und bereits 1858 wurde er wieder hauptamtlicher Pfarrer in Sand bei Kehl. Da seine Predigten mittlerweile überregional Beachtung fanden, berief ihn der Oberkirchenrat in Karlsruhe 1860 zum geistlichen Assessor. Ab 1862 übernahm er zunächst für zwei Jahre die Stelle des Hofpredigers in Karlsruhe, bis ihm 1864 diese Stelle endgültig übertrugen wurde. Er schied somit aus dem Oberkirchenrat aus. Von da an war er über vier Jahrzehnte (später auch in seiner Funktion als Prälat) Seelsorger der großherzoglichen Familie, welcher er auch in schweren Zeiten beratend zur Seite stand. 1874 verlieh ihm Großherzog Friedrich I. den Titel „Oberhofprediger“. Während seiner Amtszeit in Karlsruhe wuchs seine Gemeinde stetig an. Zu seinen Gemeindegliedern gehörten die Hofangestellten, ein Großteil der obersten Stände, aber auch eine Vielzahl der Stadtbevölkerung. Er verstand es, alle Gruppierungen gleichermaßen seelsorgerlich zu begleiten. Er galt als guter Prediger und war vor allem auch durch seine Krankenbesuche bekannt.
Als 1877 Prälat Karl Karl Julius Holtzmann verstarb, wurde Doll zu dessen Nachfolger ernannt. Er stand somit als geistlicher Leiter zusammen mit dem Direktor bzw. Präsidenten des Oberkirchenrats, August Nüsslin (bis 1881) bzw. Ludwig von Stösser (ab 1881), neben dem Großherzog als „summus episcopus“ an der Spitze der badischen Landeskirche. Mit dem Amt des Prälaten wurde Doll auch zum Hofdekan und Seelsorger des großherzoglichen Hauses ernannt, eine Funktion, die er bis zu seinem Tode innehatte. Dabei hielt er sich auch lange Zeit auf der Insel Mainau im Bodensee bzw. im Schloss Baden-Baden auf.
In seine Amtszeit als Prälat fiel unter anderem die Vorbereitung, Ausarbeitung und Vertretung des Katechismus von 1882 sowie die Einführung eines neuen Gesangbuchs. Doll gehörte ab 1867 auch mit einigen Unterbrechungen der Synode an. 1876 bis 1894 war er deren Vizepräsident. 1895 legte Doll sein Prälatenamt nieder. Sein Nachfolger wurde Friedrich Wilhelm Schmidt. 1901 starb seine Gattin. Vier Jahre später verstarb Doll im Alter von 77 Jahren.

## Ehrenämter
Neben seiner hauptberuflichen Tätigkeit war Doll auch ehrenamtlich tätig. So war er in zahlreichen Vereinen und Einrichtungen tätig. Er gehörte auch dem Evangelischen Kirchenausschuss an. 
Die theologische Fakultät der Universität Heidelberg verlieh ihm die Ehrendoktorwürde. Ferner erhielt er das Großkreuz des Zähringer Löwen und mehrere weitere Ordensauszeichnungen.